# Flygbolag
Ett flygbolag är ett företag som tillhandahåller lufttransporttjänster för resande passagerare och gods. Flygbolagen använder flygplan för att tillhandahålla dessa tjänster och kan bilda partnerskap eller allianser med andra flygbolag för Codeshareavtal. I allmänhet är flygbolag erkända med en luftrörelse certifikat eller en licens som utfärdats av en statlig luftfartsmyndighet.
Flygbolagen varierar i storlek, från små inhemska flygbolag till full service internationella flygbolag. Flyglinjer kan kategoriseras som inhemska, regionala eller internationella, och kan drivas som linjetrafik eller charterflyg eller taxiflyg.
Ett flygbolag är även en organisation som mot ersättning utför arbeten med luftfartyg, sk kommersiell specialiserad flygverksamhet.

## Call signs
Varje operatör med linjetrafik eller charterflyg använder en anropssignal när de kommunicerar med flygplatser eller flygkontrollcentraler. De flesta av dessa call signs härrör från flygbolagets varunamn, men på grund av historia, marknadsföring, eller behovet att minska tvetydighet i talad engelska (så att förarna inte av misstag gör navigationsbeslut baserade på instruktioner till ett annat flygplan), använder vissa flygbolag call signs med mindre uppenbara samband med sitt firmanamn. Till exempel använder British Airways Speedbird som call sign, uppkallad efter logotypen för sin föregångare, British Overseas Airways Corporation, och SkyEurope använder Relax som call sign.

## Reglerande myndigheter
I Sverige reglerar Transportstyrelsen flygtrafiken. Det förekommer även att företag blir förbjudna att utöva sin verksamhet inom EU.